# Lassaad Abdelli
Lassaad Abdelli (ur. 18 września 1960) – tunezyjski piłkarz występujący na pozycji napastnika. 

## Kariera klubowa
Abedlli karierę rozpoczynał w 1990 roku w zespole Club Africain. Przez sześć lat gry dla tego klubu, wywalczył z nim cztery wicemistrzostwa Tunezji (1981, 1982, 1983, 1985). Trzykrotnie wystąpił też w finale Pucharu Tunezji (1982, 1985, 1986). W 1986 roku wyjechał do Belgii, by grać w tamtejszym K. Berchem Sport.
W 1987 roku Abdelli odszedł do niemieckiej Alemannii Akwizgran, grającej w 2. Bundeslidze. W lidze tej zadebiutował 1 sierpnia 1987 roku w zremisowanym 1:1 pojedynku z SV Darmstadt 98. Przez rok w barwach Alemannii rozegrał 15 spotkań. W 1988 roku wrócił do Belgii, gdzie został graczem klubu RFC Bressoux. W 1989 roku zakończył karierę.

## Kariera reprezentacyjna
W reprezentacji Tunezji Abdelli grał w latach 1981-1989.